# Kaoma
Kaoma — франко-бразилійський поп-гурт. Став відомим у 1989 році завдяки своєму хіту «Lambada». 

## Історія створення
Наприкінці 1980-х років французький продюсер Олівьє Ламот відвідав Порту-Сегуру, побував на місцевому карнавалі, де побачив виконання ламбади-каримбо. Повернувшись до Франції, Ламот вирішив популяризувати танець, для чого й створив музичний поп-гурт «Kaoma», що складався з вихідців із лідера гурту, продюсер та клавішник Жан-Клод Бонавентура  (Тулуза, Франція), вокалістки з Бразилії Лоалви Браз та Моніки Монтейру, вокалістки Фаня Ньянґ (Сенегал) та перкусиста Мішеля Абіссіра (Гваделупа) — екс-учасники гурту «Touré Kunda», бас-гітариста Шико Дрю (Мартиніка), бразилійських танцюристів Чіко та Роберти, Бена Белінґа (саксофон, Камерун).
У 1989 році «Kaoma» записала пісню «Lambada», текст та музику якої було запозичено з пісні «Llorando se fue» («Пішла плачучи») болівійського гурту «Los Kjarkas». Це привело до судового позову від «Los Kjarkas», через плагіат, проти «Kaoma», який «Kaoma» програла. «Lambada» стала міжнародним хітом у дуже короткий термін. 

## Склад

Обкладинка альбому La Lambada

- Шико Дрю
- Джекі Арконт
- Етна Бразил
- Діамі
- Алан Гоу

Колишні учасники
- Лоалва Браз (вокал)
- Фаня Ньянґ (вокал)
- Жан-Клод Бонавентура (клавішні)
- Шико Дрю (бас-гітара)
- Джекі Арконт (гітара)
- Мішель Абіссіра (ударні)
- Моніка Монтейру (вокал)
- Бен Белінґа (саксофон)
- Чіко (танці)
- Роберта (танці)
- Фернандо Рокко (танці)

## Дискографія
| Worldbeat - Дата виходу: 1989 - Sony Music Перелік треків: - 01. Lambada - 02. Lambareggae - 03. Dancando Lambada - 04. Lambamor - 05. Lamba Caribe - 06. Melodie d'Amour - 07. Sindiang - 08. Sopenala - 09. Jambe Finite - 10. Salsa Nuestra | Tribal-Pursuit - Дата виходу: 1991 - Sony Music Перелік треків: - 01. Danca Tago Mago - 02. Chacha La Vie - 03. Contigo Voy - 04. Moco Do Dende - 05. CA Ka Fe Mal - 07. Enamorados - 08. Anai - 09. Ilha Do Amor - 10. Celebration | A La Media Noche - Дата виходу: 10.11.1998 - Atoll Music Перелік треків: - 01. A la Media Noche - 02. Banto - 03. Quando - 04. Idem - 05. Essa Maneira - 06. Outro Lugar - 07. Todo - 08. M.B.B - 09. Espanha - 10. Nou Wè - 11. Banto | Sweet Rhodes - Дата виходу: 2006 - JVC Victor Перелік треків: - 01.Japanese Title - 02. Japanese Title - 03. Japanese Title - 04. Japanese Title - 05. Japanese Title - 06. Japanese Title - 07. Japanese Title - 08. Where Is Saturday | La Lambada - Дата виходу: 2014 - OVC Media Перелік треків: - 01. Lambada - 02. Paraiso - 03. O Melhor Do Amor - 04. Funkarioca - 05. Chorando - 06. C'Est Toi Mon Ile - 07. Antonia |